# Gand-Wevelgem 2020
La 82e édition de Gand-Wevelgem in Flanders Field, une course cycliste masculine sur route, a lieu le 11 octobre 2020, après avoir été reportée en raison de la pandémie de Covid-19. Le parcours est tracé principalement dans la province de Flandre-Occidentale, en Belgique.

## Présentation
Gand-Wevelgem fait partie du calendrier UCI World Tour 2020 en catégorie 1.UWT. Elle est organisée par le vélo club Het Vliegend Wiel et fait partie du calendrier de l'UCI World Tour depuis 2006.

### Équipes
| WorldTeams (19)- AG2R La Mondiale - Astana - Bahrain McLaren - Bora-Hansgrohe - CCC Team - Cofidis - Deceuninck-Quick Step - EF Pro Cycling - Groupama-FDJ - Israel Start-Up Nation - Lotto Soudal - Mitchelton-Scott - Movistar Team - NTT Pro Cycling - Ineos Grenadiers - Jumbo-Visma - Team Sunweb - Trek-Segafredo - UAE Team Emirates ProTeams (6)- Alpecin-Fenix - Total Direct Énergie - B&B Hotels-Vital Concept p/b KTM - Bingoal-Wallonie Bruxelles - Circus-Wanty Gobert - Sport Vlaanderen-Baloise |
| |

### Parcours
Le parcours diffère de celui des années précédentes. Le départ est donné non pas sur la Grand-Place d'Ypres mais à la Porte de Menin, où l’étroitesse de la route empêche tout public de se rassembler. et l'arrivée est jugée à Wevelgem, sur la Vanackerestraat, après 254 km. D'Ypres, le peloton se dirige vers l'est et passe par les communes de Zonnebeke, Moorslede, et Wevelgem avant de faire route vers l'ouest à partir de Gullegem. Les coureurs atteignent presque la côte et bifurquent à Furnes afin de longer la frontière franco-belge, qu'ils ne traversent pas comme il était prévu (COVID-19). Les coureurs empruntent le Baneberg (nl), suivi du mont Kemmel et du Monteberg (nl). La course passe ensuite par Messines, dans la province de Hainaut et ses « plugstreets », pour revenir vers le Baneberg et le mont Kemmel, franchi par un autre versant. Il reste alors 34 km à parcourir pour rejoindre Wevelgem sur un parcours plat.
| Mont | Nom                                  | Km    | Revêtement    | Longueur (m) | Pente moyenne | Pente maxi | Km de l'arrivée |
| ---- | ------------------------------------ | ----- | ------------- | ------------ | ------------- | ---------- | --------------- |
| 1    | Mont des Cats                        | 142,4 | asphalte      | 500m         | 9 %           | 14 %       | 112,3           |
| 2    | Vert Mont (nl)                       | 146,6 | asphalte      | 2,3km        | 3,6%          | 8%         | 108,1           |
| 3    | Mont Noir - Côte du Ravel Put        | 148,8 | asphalte      | 2,4km        | 4,4%          | 13,9%      | 105,9           |
| 4    | Mont Noir - Côte de la Blanchisserie | 154,1 | asphalte      | 2,4km        | 4,1%          | 13,9%      | 100,6           |
| 5    | Baneberg (nl)                        | 171,8 | asphalte      | 270m         | 9%            | 13%        | 82,9            |
| 6    | Mont Kemmel - Belvedère              | 179,8 | asphalte/pavé | 3km          | 4%            | 22%        | 74,9            |
| 7    | Monteberg (nl)                       | 183,8 | asphalte      | 1000m        | 7,3%          | 10%        | 70,9            |
| 8    | Baneberg (nl)                        | 215,8 | asphalte      | 270m         | 9 %           | 13%        | 38,9            |
| 9    | Mont Kemmel - Ossuaire               | 220,4 | asphalte/pavé | 500m         | 11,6%         | 22%        | 34,3            |

### Favoris
Longtemps considérée comme une classique idéale pour les sprinters, Gand-Wevelgem offre ces dernières années un profil plus compliqué, qui a tendance à éliminer les coureurs les plus rapides mais moins costauds du peloton. Il s’agit en effet d’avoir la meilleure pointe de vitesse, encore faut-il tenir plus de 200 kilomètres dans le vent, et franchir les quelques côtes pavées qui font monter le rythme cardiaque dans la zone rouge. Bonne nouvelle pour les coureurs : les passages transfrontaliers sont éliminés cette saison, permettant une course plus ramassée, sans grande chaussée pour laisser pénétrer le vent. Les sprinters ont donc plus de chance de tenir la distance, ou du moins de conserver des équipiers jusque dans les dernières lignes droites vers Wevelgem. Ainsi, il n’est pas étonnant de citer le vainqueur sortant Alexander Kristoff (UAE Team Emirates) comme favori de cette épreuve, moins rude sur le papier que l’an dernier, alors que ses rivaux du Tour de France ont également décidé de s’engager sur ces routes flandriennes, comme le champion d’Irlande Sam Bennett (Deceuninck-Quick Step), qui peut profiter du repos pris après le Tour pour enchaîner les succès de prestige, Pascal Ackermann (Bora-Hansgrohe), qui veut étoffer son palmarès sur les classiques, ou Caleb Ewan (Lotto-Soudal), qui sera l’atout numéro 1 de la Loterie Nationale belge, bien épaulé par l’ancien vainqueur de l’épreuve et encore deuxième l’an dernier, John Degenkolb. Que les sprinteurs ne s’y trompent toutefois pas : il faudra se dépasser pour triompher sur cette première classique flandrienne de l’automne. Car les puncheurs ne manquent pas à l’appel. À commencer par le champion des Pays-Bas Mathieu van der Poel (Alpecin-Fenix), en grande forme depuis début septembre. Vainqueur du BinckBank Tour, sixième de Liège-Bastogne-Liège puis deuxième de la Flèche Brabançonne en une semaine, le coureur batave s’améliore au fil des classiques, et paraît donc à son pic pour cette campagne particulière de classiques. Il a en tout cas les armes pour briller sur de telles routes. Il fera notamment face à Wout van Aert (Jumbo-Visma), Le coureur du mois de cette deuxième partie de saison, qui avait décidé de prendre une pause après sa double médaille d’argent aux championnats du monde à Imola. Le coureur belge affirme être « fin prêt » pour cette semaine flandrienne, et a prouvé qu’il pouvait tant attaquer que gagner dans un sprint massif. Personne ne voudra de lui dans la roue…
Deuxième de l’ultime étape du BinckBank Tour à Grammont, Oliver Naesen (Ag2r-La Mondiale) a également confirmé voici une semaine sa grande condition malgré une frayeur au début du Tour du Bénélux, craignant pour son genou gauche. Finalement, l’ancien champion de Belgique a montré qu’il avait toujours l’explosivité, et peut profiter de cette saison particulière pour enfin lever les bras sur une classique flandrienne. Ce sera également le cas pour le Danois Mads Pedersen (Trek-Segafredo), en verve depuis le début du Tour de France, et désormais clair leader de sa formation après avoir joué les équipiers de luxe. Alors que le Suisse Stefan Küng (Groupama-FDJ) bénéficiera enfin d’un statut de leader au sein d’une jeune formation qui manque peut-être d’expérience sur ces routes. L’Italien Sonny Colbrelli (Bahrain-McLaren), en bonne place sur le BinckBank Tour (3e de la dernière étape) et sur la Flèche Brabançonne (4e), peut également jouer sa carte tant dans une échappée que dans un emballage massif, tout comme son compatriote Matteo Trentin (CCC), propulsé leader de sa formation à la suite du forfait de Greg Van Avermaet. Enfin, du côté d’EF Pro Cycling, on comptera sur les offensives de Sep Vanmarcke et d’Alberto Bettiol, tandis que Deceuninck-Quick Step peut aussi surprendre et jouer la carte offensive de Kasper Asgreen.

## Déroulement de la course
Après plusieurs attaques infructueuses, sept coureurs parviennent à s'échapper après 25 km de course : Alexis Gougeard (AG2R La Mondiale) est suivi par Mark Cavendish (Bahrain-McLaren), Alexander Konychev (Mitchelton-Scott), Leonardo Basso (Ineos-Grenadiers), Julien Morice (B&B Hotels-Vital Concept), Kenny Molly (Bingoal-Wallonie Bruxelles) et Gilles De Wilde (Sport Vlaanderen-Baloise). Les hommes de tête prennent jusqu'à huit minutes d'avance sur le peloton, contrôlé par l'équipe Deceuninck-Quick Step, rejointe ensuite par les Jumbo-Visma. L'avance du groupe de tête est encore de 7 minutes 30 à 145 km de l'arrivée. L'écart va chuter brutalement, 30 km plus loin il n'est plus que de 3 minutes 20.
Les échappées abordent la première ascension du Mont Kemmel avec 1 minute 25 d'avance sur Johan Jacobs (Movistar) et 2 minutes 45 sur le peloton. La formation Ineos-Grenadiers durcit la course durant la montée. Matteo Trentin (CCC Team) attaque à près de 80 km de l'arrivée, mais il est vite repris. Un fort vent latéral va couper le peloton en trois. A 73 km du but, Trentin accélère une nouvelle fois, puis Wout van Aert (Jumbo-Visma) fait de même deux fois, sans succès. Lors du premier plugstreet, le champion des Pays-Bas Mathieu van der Poel (Alpecin-Fenix) prend les choses en main, puis Trentin place une nouvelle attaque. Van der Poel contre-attaque à quelques hectomètres du deuxième plugstreet, suivi par une poignée de coureurs, mais pas van Aert. Les Jumbo-Visma font l'effort pour recoller sur ce groupe. Après une nouvelle accélération du champion des Pays-Bas, puis de son rival belge, la première partie du peloton est composée de 19 unités à la sortie du secteur empierré.
Les échappés sont repris à 66 km de l'arrivée par ce premier peloton. Alors que le deuxième peloton accuse un retard d'une quarantaine de secondes, Gianni Vermeersch (Alpecin-Fenix) attaque à 62 km de la ligne. Il est rejoint quelques hectomètres plus loin par Matteo Trentin, Luke Rowe (Ineos-Grenadiers) et Alexis Gougeard, puis par Sep Vanmarcke (EF Pro Cycling), Stefan Küng (Groupama-FDJ), Mike Teunissen (Jumbo-Visma), Florian Vermeersch (Lotto-Soudal) et Mads Pedersen (Trek-Segafredo). A 58 km de l'arrivée, le groupe de poursuivants est repris par le deuxième peloton, avec 30 secondes de retard sur les neuf hommes de tête. C'est également le moment choisi par Jasper Philipsen (UAE Emirates) pour partir en contre-attaque. Le groupe de tête aborde la deuxième ascension du Mont Kemmel avec 55 secondes d'avance sur Philipsen et 1 minute 10 sur le peloton, mené par Tim Declercq (Deceuninck-Quick Step). Philipsen est repris dans la montée. Wout van Aert fait le forcing dans la côte, seuls Mathieu van der Poel, Alberto Bettiol (EF Pro Cycling) et Florian Sénéchal (Deceuninck-Quick Step) peuvent le suivre. John Degenkolb (Lotto-Soudal), Dylan Teuns (Bahrain-McLaren) et le champion du Danemark Kasper Asgreen (Deceuninck-Quick Step) parviennent à recoller à 51 km du but, puis Yves Lampaert (Deceuninck-Quick Step) fait de même 2 km plus loin. A 45 km de l'arrivée, le groupe de tête possède 23 secondes d'avance sur le groupe de chasse et une minute sur le peloton, mené par l'équipe UAE Emirates.
Alors que le groupe de tête n'a plus qu'une quinzaine de secondes d'avance, Küng et Trentin accélèrent dans le dernier passage sur le Mont Kemmel, décrochant ainsi Gougeard, tandis que van Aert et van der Poel font de même dans le groupe de chasse. Les deux hommes font vite la jonction sur la tête de course, tout comme Bettiol, Sénéchal et Degenkolb. Küng attaque à 33 km du but, puis Asgreen, Lampaert et Teuns rentrent sur groupe de poursuite. Gianni Vermeersch chute à 31 km de la ligne. Après avoir changé son vélo, il repart en compagnie d'Alexis Gougeard. Un kilomètre plus loin, le duo possède 35 secondes de retard sur l'homme de tête, tandis que le groupe de poursuite est pointé à 7 secondes du coureur suisse. Ce dernier est repris à 26 km de l'arrivée. Le peloton, qui a repris Vermeersch et Gougeard, possède 1 minute 14 de retard à 20 km de l'arrivée. Yves Lampaert attaque à 16 km de la ligne, contré par Alberto Bettiol. L'italien est vite rejoint par Lampaert, Küng, van der Poel, Degenkolb, van Aert, Pedersen, Sénéchal et Trentin. Dylan Teuns tente de rentrer tout seul sur la tête de course, sans y parvenir.
Bettiol et Lampaert attaquent à 5,5 km de l'arrivée, sans succès. van Aert prend ensuite quelques longueurs d'avance, mais van der Poel fait l'effort et ramène le groupe, à 4 km du but. Küng contre, suivi par van Aert, Sénéchal et Bettiol. Le champion des Pays-Bas ramène une nouvelle fois tout le monde sur le quatuor quelques hectomètres plus loin. Stefan Küng tente une nouvelle fois sa chance, sans succès. Trentin attaque à 1,9 km de la ligne, suivi par Sénéchal et Bettiol. Pedersen rejoint le trio à la flamme rouge. Trentin lance le sprint, mais c'est Mads Pedersen qui remporte la course, juste devant Florian Sénéchal et Matteo Trentin. Trois secondes plus tard, Stefan Küng devance au sprint John Degenkolb et Yves Lampaert, quelques longueurs devant Wout van Aert et Mathieu van der Poel. Dylan Teuns franchit la ligne avec 1 minute 40 de retard. Les cinq autres membres du groupe des favoris, ainsi que Oliver Naesen (AG2R La Mondiale), Jean-Pierre Drucker (Bora-Hansgrohe) et Johan Jacobs, terminent à environ 2 minutes du vainqueur, tandis que le tenant du titre Alexander Kristoff (UAE Emirates) règle le sprint du peloton une minute plus tard.
Ce final aura surtout été marqué par la grosse rivalité entre Wout van Aert et Mathieu van der Poel, rivalité qui aura fait le bonheur de l'équipe Trek-Segafredo et du vainqueur danois Mads Pedersen.

## Classements

### Classement final
| \| Classement général \| Classement général \| Classement général \| Classement général \| Classement général \| \| Coureur \| Coureur \| Pays \| Équipe \| Temps \| \| ------------------ \| -------------------- \| ------------------ \| --------------------- \| ------------------ \| \| 1er \| Mads Pedersen \| Danemark \| Trek-Segafredo \| 5 h 19 min 20 s \| \| 2e \| Florian Sénéchal \| France \| Deceuninck-Quick Step \| + 0 s \| \| 3e \| Matteo Trentin \| Italie \| CCC Team \| + 0 s \| \| 4e \| Alberto Bettiol \| Italie \| EF Pro Cycling \| + 1 s \| \| 5e \| Stefan Küng \| Suisse \| Groupama-FDJ \| + 3 s \| \| 6e \| John Degenkolb \| Allemagne \| Lotto-Soudal \| + 4 s \| \| 7e \| Yves Lampaert \| Belgique \| Deceuninck-Quick Step \| + 4 s \| \| 8e \| Wout van Aert \| Belgique \| Jumbo-Visma \| + 7 s \| \| 9e \| Mathieu van der Poel \| Pays-Bas \| Alpecin-Fenix \| + 8 s \| \| 10e \| Dylan Teuns \| Belgique \| Bahrain McLaren \| + 1 min 40 s \| \| 11e \| Kasper Asgreen \| Danemark \| Deceuninck-Quick Step \| + 1 min 56 s \| \| 12e \| Luke Rowe \| Royaume-Uni \| Ineos Grenadiers \| + 1 min 56 s \| \| 13e \| Florian Vermeersch \| Belgique \| Lotto-Soudal \| + 1 min 56 s \| \| 14e \| Oliver Naesen \| Belgique \| AG2R La Mondiale \| + 2 min 04 s \| \| 15e \| Jempy Drucker \| Luxembourg \| Bora-Hansgrohe \| + 2 min 04 s \| |                      |             |                       |                 |
| |                      |             |                       |                 |
| Source : ProCyclingStats |                      |             |                       |                 |
| Classement général |                      |             |                       |                 |
| Coureur | Coureur              | Pays        | Équipe                | Temps           |
| 1er | Mads Pedersen        | Danemark    | Trek-Segafredo        | 5 h 19 min 20 s |
| 2e | Florian Sénéchal     | France      | Deceuninck-Quick Step | + 0 s           |
| 3e | Matteo Trentin       | Italie      | CCC Team              | + 0 s           |
| 4e | Alberto Bettiol      | Italie      | EF Pro Cycling        | + 1 s           |
| 5e | Stefan Küng          | Suisse      | Groupama-FDJ          | + 3 s           |
| 6e | John Degenkolb       | Allemagne   | Lotto-Soudal          | + 4 s           |
| 7e | Yves Lampaert        | Belgique    | Deceuninck-Quick Step | + 4 s           |
| 8e | Wout van Aert        | Belgique    | Jumbo-Visma           | + 7 s           |
| 9e | Mathieu van der Poel | Pays-Bas    | Alpecin-Fenix         | + 8 s           |
| 10e | Dylan Teuns          | Belgique    | Bahrain McLaren       | + 1 min 40 s    |
| 11e | Kasper Asgreen       | Danemark    | Deceuninck-Quick Step | + 1 min 56 s    |
| 12e | Luke Rowe            | Royaume-Uni | Ineos Grenadiers      | + 1 min 56 s    |
| 13e | Florian Vermeersch   | Belgique    | Lotto-Soudal          | + 1 min 56 s    |
| 14e | Oliver Naesen        | Belgique    | AG2R La Mondiale      | + 2 min 04 s    |
| 15e | Jempy Drucker        | Luxembourg  | Bora-Hansgrohe        | + 2 min 04 s    |

### Classement UCI
La course attribue des points au Classement mondial UCI 2020 selon le barème suivant :
| Position           | 1er | 2e  | 3e  | 4e  | 5e  | 6e  | 7e  | 8e  | 9e  | 10e | 11e | 12e | 13e | 14e | 15e | 16e à 20e | 21e à 30e | 31e à 50e | 51e à 55e | 56e à 60e |
| Classement général | 500 | 400 | 325 | 275 | 225 | 175 | 150 | 125 | 100 | 85  | 70  | 60  | 50  | 40  | 35  | 30        | 20        | 10        | 5         | 3         |

## Liste des participants
| Légende | Légende                                                                    | Légende | Légende                                                    |
| ------- | -------------------------------------------------------------------------- | ------- | ---------------------------------------------------------- |
| Num     | Dossard de départ porté par le coureur sur ce Gand-Wevelgem                | Pos     | Position à l'arrivée de la course                          |
|         | Indique un maillot de champion national ou mondial, suivi de sa spécialité | NP      | Indique un coureur qui n'a pas pris le départ de la course |
| AB      | Indique un coureur qui n'a pas terminé la course                           | HD      | Indique un coureur qui a terminé la course hors des délais |

| UAE Team Emirates UAD | UAE Team Emirates UAD      | UAE Team Emirates UAD |
| --------------------- | -------------------------- | --------------------- |
| Num                   | Coureur                    | Pos                   |
| 1                     | Alexander Kristoff (NOR)   | 19e                   |
| 2                     | Tom Bohli (SUI)            | AB                    |
| 3                     | Sven Erik Bystrøm (NOR)    | 42e                   |
| 4                     | Vegard Stake Laengen (NOR) | 89e                   |
| 5                     | Marco Marcato (ITA)        | 95e                   |
| 6                     | Rui Oliveira (POR)         | AB                    |
| 7                     | Jasper Philipsen (BEL)     | 47e                   |

| Deceuninck-Quick Step DQT | Deceuninck-Quick Step DQT    | Deceuninck-Quick Step DQT |
| ------------------------- | ---------------------------- | ------------------------- |
| Num                       | Coureur                      | Pos                       |
| 11                        | Sam Bennett (IRL)            | AB                        |
| 12                        | Kasper Asgreen (DEN) (route) | 11e                       |
| 13                        | Tim Declercq (BEL)           | 71e                       |
| 14                        | Yves Lampaert (BEL)          | 7e                        |
| 15                        | Florian Sénéchal (FRA)       | 2e                        |
| 16                        | Zdeněk Štybar (CZE)          | 41e                       |
| 17                        | Bert Van Lerberghe (BEL)     | 72e                       |

| Lotto-Soudal LTS | Lotto-Soudal LTS         | Lotto-Soudal LTS |
| ---------------- | ------------------------ | ---------------- |
| Num              | Coureur                  | Pos              |
| 21               | Caleb Ewan (AUS)         | AB               |
| 22               | Jasper De Buyst (BEL)    | 64e              |
| 23               | John Degenkolb (GER)     | 6e               |
| 24               | Frederik Frison (BEL)    | 26e              |
| 25               | Roger Kluge (GER)        | AB               |
| 26               | Brent Van Moer (BEL)     | 33e              |
| 27               | Florian Vermeersch (BEL) | 13e              |

| AG2R La Mondiale ALM | AG2R La Mondiale ALM    | AG2R La Mondiale ALM |
| -------------------- | ----------------------- | -------------------- |
| Num                  | Coureur                 | Pos                  |
| 31                   | Oliver Naesen (BEL)     | 14e                  |
| 32                   | Silvan Dillier (SUI)    | 22e                  |
| 33                   | Julien Duval (FRA)      | 50e                  |
| 34                   | Dorian Godon (FRA)      | AB                   |
| 35                   | Alexis Gougeard (FRA)   | 46e                  |
| 36                   | Lawrence Naesen (BEL)   | 34e                  |
| 37                   | Stijn Vandenbergh (BEL) | AB                   |

| Astana AST | Astana AST              | Astana AST |
| ---------- | ----------------------- | ---------- |
| Num        | Coureur                 | Pos        |
| 41         | Daniil Fominykh (KAZ)   | AB         |
| 42         | Laurens De Vreese (BEL) | AB         |
| 43         | Yevgeniy Gidich (KAZ)   | AB         |
| 44         | Dmitriy Gruzdev (KAZ)   | AB         |
| 45         | Hugo Houle (CAN)        | 36e        |
| 46         | Davide Martinelli (ITA) | AB         |
| 47         | Nikita Stalnow (KAZ)    | AB         |

| Bahrain McLaren TBM | Bahrain McLaren TBM       | Bahrain McLaren TBM |
| ------------------- | ------------------------- | ------------------- |
| Num                 | Coureur                   | Pos                 |
| 51                  | Mark Cavendish (GBR)      | 74e                 |
| 52                  | Dylan Teuns (BEL)         | 10e                 |
| 53                  | Sonny Colbrelli (ITA)     | AB                  |
| 54                  | Iván García Cortina (ESP) | 51e                 |
| 55                  | Marco Haller (AUT)        | AB                  |
| 56                  | Marcel Sieberg (GER)      | AB                  |
| 57                  | Fred Wright (GBR)         | 39e                 |

| Bora-Hansgrohe BOH | Bora-Hansgrohe BOH        | Bora-Hansgrohe BOH |
| ------------------ | ------------------------- | ------------------ |
| Num                | Coureur                   | Pos                |
| 61                 | Pascal Ackermann (GER)    | AB                 |
| 62                 | Marcus Burghardt (GER)    | 31e                |
| 63                 | Jempy Drucker (LUX)       | 15e                |
| 64                 | Daniel Oss (ITA)          | AB                 |
| 65                 | Lukas Pöstlberger (AUT)   | AB                 |
| 66                 | Andreas Schillinger (GER) | 60e                |
| 67                 | Michael Schwarzmann (GER) | AB                 |

| CCC Team CCC | CCC Team CCC                   | CCC Team CCC |
| ------------ | ------------------------------ | ------------ |
| Num          | Coureur                        | Pos          |
| 71           | Matteo Trentin (ITA)           | 3e           |
| 72           | Jonas Koch (GER)               | AB           |
| 73           | Michael Schär (SUI)            | 68e          |
| 74           | Gijs Van Hoecke (BEL)          | 32e          |
| 75           | Nathan Van Hooydonck (BEL)     | 53e          |
| 76           | Guillaume Van Keirsbulck (BEL) | 81e          |
| 77           | Georg Zimmermann (GER)         | 66e          |

| Cofidis COF | Cofidis COF              | Cofidis COF |
| ----------- | ------------------------ | ----------- |
| Num         | Coureur                  | Pos         |
| 81          | Christophe Laporte (FRA) | AB          |
| 82          | Dimitri Claeys (BEL)     | AB          |
| 83          | Piet Allegaert (BEL)     | 55e         |
| 84          | Cyril Lemoine (FRA)      | 25e         |
| 85          | Damien Touzé (FRA)       | 40e         |
| 87          | Julien Vermote (BEL)     | 58e         |

| EF Pro Cycling EF1 | EF Pro Cycling EF1        | EF Pro Cycling EF1 |
| ------------------ | ------------------------- | ------------------ |
| Num                | Coureur                   | Pos                |
| 91                 | Alberto Bettiol (ITA)     | 4e                 |
| 92                 | Jens Keukeleire (BEL)     | 91e                |
| 93                 | Sebastian Langeveld (NED) | AB                 |
| 94                 | Jonas Rutsch (GER)        | AB                 |
| 95                 | Thomas Scully (NZL)       | 44e                |
| 96                 | Julius van den Berg (NED) | 94e                |
| 97                 | Sep Vanmarcke (BEL)       | 17e                |

| Groupama-FDJ GFC | Groupama-FDJ GFC            | Groupama-FDJ GFC |
| ---------------- | --------------------------- | ---------------- |
| Num              | Coureur                     | Pos              |
| 101              | Stefan Küng (SUI)           | 5e               |
| 103              | Kevin Geniets (LUX) (route) | NP               |
| 104              | Fabian Lienhard (SUI)       | AB               |
| 105              | Tobias Ludvigsson (SWE)     | NP               |
| 106              | Mickaël Delage (FRA)        | AB               |
| 107              | Jake Stewart (GBR)          | 35e              |

| Israel Start-Up Nation ISN | Israel Start-Up Nation ISN | Israel Start-Up Nation ISN |
| -------------------------- | -------------------------- | -------------------------- |
| Num                        | Coureur                    | Pos                        |
| 111                        | Nils Politt (GER)          | 52e                        |
| 112                        | Travis McCabe (USA)        | AB                         |
| 113                        | Guillaume Boivin (CAN)     | AB                         |
| 114                        | Itamar Einhorn (ISR)       | AB                         |
| 115                        | André Greipel (GER)        | AB                         |
| 116                        | Hugo Hofstetter (FRA)      | 24e                        |
| 117                        | Tom Van Asbroeck (BEL)     | 48e                        |

| Jumbo-Visma TJV | Jumbo-Visma TJV             | Jumbo-Visma TJV |
| --------------- | --------------------------- | --------------- |
| Num             | Coureur                     | Pos             |
| 121             | Wout van Aert (BEL)         | 8e              |
| 122             | Pascal Eenkhoorn (NED)      | 63e             |
| 123             | Amund Grøndahl Jansen (NOR) | 90e             |
| 124             | Taco van der Hoorn (NED)    | 54e             |
| 125             | Timo Roosen (NED)           | 59e             |
| 126             | Mike Teunissen (NED)        | 18e             |
| 127             | Maarten Wynants (BEL)       | AB              |

| Mitchelton-Scott MTS | Mitchelton-Scott MTS      | Mitchelton-Scott MTS |
| -------------------- | ------------------------- | -------------------- |
| Num                  | Coureur                   | Pos                  |
| 131                  | Jack Bauer (NZL)          | AB                   |
| 132                  | Luke Durbridge (AUS)      | AB                   |
| 133                  | Alexander Edmondson (AUS) | AB                   |
| 134                  | Kaden Groves (AUS)        | AB                   |
| 135                  | Alexander Konychev (ITA)  | 80e                  |
| 136                  | Luka Mezgec (SLO)         | 65e                  |
| 137                  | Barnabás Peák (HUN)       | AB                   |

| Movistar Team MOV | Movistar Team MOV    | Movistar Team MOV |
| ----------------- | -------------------- | ----------------- |
| Num               | Coureur              | Pos               |
| 141               | Iñigo Elosegui (ESP) | AB                |
| 142               | Juri Hollmann (GER)  | 67e               |
| 143               | Johan Jacobs (SUI)   | 16e               |
| 144               | Sebastián Mora (ESP) | AB                |
| 145               | Eduard Prades (ESP)  | 70e               |

| NTT Pro Cycling NTT | NTT Pro Cycling NTT               | NTT Pro Cycling NTT |
| ------------------- | --------------------------------- | ------------------- |
| Num                 | Coureur                           | Pos                 |
| 151                 | Edvald Boasson Hagen (NOR)        | 45e                 |
| 152                 | Samuele Battistella (ITA)         | 61e                 |
| 153                 | Michael Gogl (AUT)                | 92e                 |
| 154                 | Michael Valgren (DEN)             | 93e                 |
| 155                 | Reinardt Janse van Rensburg (RSA) | 28e                 |
| 156                 | Rasmus Tiller (NOR)               | 43e                 |
| 157                 | Max Walscheid (GER)               | 57e                 |

| Ineos Grenadiers IGD | Ineos Grenadiers IGD      | Ineos Grenadiers IGD |
| -------------------- | ------------------------- | -------------------- |
| Num                  | Coureur                   | Pos                  |
| 161                  | Michał Kwiatkowski (POL)  | AB                   |
| 162                  | Leonardo Basso (ITA)      | 79e                  |
| 163                  | Christian Knees (GER)     | AB                   |
| 164                  | Christopher Lawless (GBR) | 83e                  |
| 165                  | Ethan Hayter (GBR)        | AB                   |
| 166                  | Luke Rowe (GBR)           | 12e                  |
| 167                  | Owain Doull (GBR)         | AB                   |

| Team Sunweb SUN | Team Sunweb SUN       | Team Sunweb SUN |
| --------------- | --------------------- | --------------- |
| Num             | Coureur               | Pos             |
| 172             | Nikias Arndt (GER)    | AB              |
| 173             | Cees Bol (NED)        | 21e             |
| 174             | Alberto Dainese (ITA) | AB              |
| 175             | Nils Eekhoff (NED)    | AB              |
| 176             | Max Kanter (GER)      | AB              |
| 177             | Mark Donovan (GBR)    | AB              |

| Trek-Segafredo TFS | Trek-Segafredo TFS   | Trek-Segafredo TFS |
| ------------------ | -------------------- | ------------------ |
| Num                | Coureur              | Pos                |
| 181                | Mads Pedersen (DEN)  | 1er                |
| 182                | Alex Kirsch (LUX)    | AB                 |
| 183                | Ryan Mullen (IRL)    | AB                 |
| 184                | Kiel Reijnen (USA)   | AB                 |
| 185                | Toms Skujiņš (LAT)   | 86e                |
| 186                | Jasper Stuyven (BEL) | 38e                |
| 187                | Edward Theuns (BEL)  | 75e                |

| Total Direct Énergie TDE | Total Direct Énergie TDE | Total Direct Énergie TDE |
| ------------------------ | ------------------------ | ------------------------ |
| Num                      | Coureur                  | Pos                      |
| 191                      | Niki Terpstra (NED)      | 73e                      |
| 193                      | Mathieu Burgaudeau (FRA) | 88e                      |
| 194                      | Adrien Petit (FRA)       | AB                       |
| 195                      | Geoffrey Soupe (FRA)     | AB                       |
| 196                      | Anthony Turgis (FRA)     | 29e                      |
| 197                      | Dries Van Gestel (BEL)   | 85e                      |
| 198                      | Niccolò Bonifazio (ITA)  | AB                       |

| Alpecin-Fenix AFC | Alpecin-Fenix AFC                  | Alpecin-Fenix AFC |
| ----------------- | ---------------------------------- | ----------------- |
| Num               | Coureur                            | Pos               |
| 201               | Mathieu van der Poel (NED) (route) | 9e                |
| 202               | Senne Leysen (BEL)                 | AB                |
| 203               | Tim Merlier (BEL)                  | 27e               |
| 204               | Jonas Rickaert (BEL)               | 49e               |
| 205               | Oscar Riesebeek (NED)              | 69e               |
| 206               | Otto Vergaerde (BEL)               | 56e               |
| 207               | Gianni Vermeersch (BEL)            | 30e               |

| B&B Hotels-Vital Concept p/b KTM BVC | B&B Hotels-Vital Concept p/b KTM BVC | B&B Hotels-Vital Concept p/b KTM BVC |
| ------------------------------------ | ------------------------------------ | ------------------------------------ |
| Num                                  | Coureur                              | Pos                                  |
| 211                                  | Jens Debusschere (BEL)               | 37e                                  |
| 212                                  | Frederik Backaert (BEL)              | AB                                   |
| 213                                  | Bert De Backer (BEL)                 | 84e                                  |
| 214                                  | Jérémy Lecroq (FRA)                  | AB                                   |
| 215                                  | Julien Morice (FRA)                  | 87e                                  |
| 216                                  | Luca Mozzato (ITA)                   | AB                                   |
| 217                                  | Jonas Van Genechten (BEL)            | AB                                   |

| Bingoal-Wallonie Bruxelles WVA | Bingoal-Wallonie Bruxelles WVA | Bingoal-Wallonie Bruxelles WVA |
| ------------------------------ | ------------------------------ | ------------------------------ |
| Num                            | Coureur                        | Pos                            |
| 221                            | Lionel Taminiaux (BEL)         | AB                             |
| 222                            | Sean De Bie (BEL)              | AB                             |
| 223                            | Jonas Castrique (BEL)          | AB                             |
| 224                            | Kenny Molly (BEL)              | 82e                            |
| 225                            | Aksel Nõmmela (EST)            | 77e                            |
| 226                            | Ludovic Robeet (BEL)           | AB                             |
| 227                            | Tom Wirtgen (LUX)              | AB                             |

| Circus-Wanty Gobert CWG | Circus-Wanty Gobert CWG    | Circus-Wanty Gobert CWG |
| ----------------------- | -------------------------- | ----------------------- |
| Num                     | Coureur                    | Pos                     |
| 231                     | Ludwig De Winter (BEL)     | AB                      |
| 232                     | Xandro Meurisse (BEL)      | 78e                     |
| 233                     | Timothy Dupont (BEL)       | AB                      |
| 234                     | Andrea Pasqualon (ITA)     | 20e                     |
| 235                     | Boy van Poppel (NED)       | AB                      |
| 236                     | Danny van Poppel (NED)     | AB                      |
| 237                     | Pieter Vanspeybrouck (BEL) | AB                      |

| Sport Vlaanderen-Baloise SVB | Sport Vlaanderen-Baloise SVB | Sport Vlaanderen-Baloise SVB |
| ---------------------------- | ---------------------------- | ---------------------------- |
| Num                          | Coureur                      | Pos                          |
| 241                          | Cédric Beullens (BEL)        | AB                           |
| 242                          | Amaury Capiot (BEL)          | 23e                          |
| 243                          | Gilles De Wilde (BEL)        | AB                           |
| 244                          | Thomas Sprengers (BEL)       | 76e                          |
| 245                          | Kenneth Van Rooy (BEL)       | AB                           |
| 246                          | Aaron Van Poucke (BEL)       | 62e                          |
| 247                          | Sasha Weemaes (BEL)          | AB                           |

| UAE Team Emirates UAD | UAE Team Emirates UAD      | UAE Team Emirates UAD |
| --------------------- | -------------------------- | --------------------- |
| Num                   | Coureur                    | Pos                   |
| 1                     | Alexander Kristoff (NOR)   | 19e                   |
| 2                     | Tom Bohli (SUI)            | AB                    |
| 3                     | Sven Erik Bystrøm (NOR)    | 42e                   |
| 4                     | Vegard Stake Laengen (NOR) | 89e                   |
| 5                     | Marco Marcato (ITA)        | 95e                   |
| 6                     | Rui Oliveira (POR)         | AB                    |
| 7                     | Jasper Philipsen (BEL)     | 47e                   |

| Deceuninck-Quick Step DQT | Deceuninck-Quick Step DQT    | Deceuninck-Quick Step DQT |
| ------------------------- | ---------------------------- | ------------------------- |
| Num                       | Coureur                      | Pos                       |
| 11                        | Sam Bennett (IRL)            | AB                        |
| 12                        | Kasper Asgreen (DEN) (route) | 11e                       |
| 13                        | Tim Declercq (BEL)           | 71e                       |
| 14                        | Yves Lampaert (BEL)          | 7e                        |
| 15                        | Florian Sénéchal (FRA)       | 2e                        |
| 16                        | Zdeněk Štybar (CZE)          | 41e                       |
| 17                        | Bert Van Lerberghe (BEL)     | 72e                       |

| Lotto-Soudal LTS | Lotto-Soudal LTS         | Lotto-Soudal LTS |
| ---------------- | ------------------------ | ---------------- |
| Num              | Coureur                  | Pos              |
| 21               | Caleb Ewan (AUS)         | AB               |
| 22               | Jasper De Buyst (BEL)    | 64e              |
| 23               | John Degenkolb (GER)     | 6e               |
| 24               | Frederik Frison (BEL)    | 26e              |
| 25               | Roger Kluge (GER)        | AB               |
| 26               | Brent Van Moer (BEL)     | 33e              |
| 27               | Florian Vermeersch (BEL) | 13e              |

| AG2R La Mondiale ALM | AG2R La Mondiale ALM    | AG2R La Mondiale ALM |
| -------------------- | ----------------------- | -------------------- |
| Num                  | Coureur                 | Pos                  |
| 31                   | Oliver Naesen (BEL)     | 14e                  |
| 32                   | Silvan Dillier (SUI)    | 22e                  |
| 33                   | Julien Duval (FRA)      | 50e                  |
| 34                   | Dorian Godon (FRA)      | AB                   |
| 35                   | Alexis Gougeard (FRA)   | 46e                  |
| 36                   | Lawrence Naesen (BEL)   | 34e                  |
| 37                   | Stijn Vandenbergh (BEL) | AB                   |

| Astana AST | Astana AST              | Astana AST |
| ---------- | ----------------------- | ---------- |
| Num        | Coureur                 | Pos        |
| 41         | Daniil Fominykh (KAZ)   | AB         |
| 42         | Laurens De Vreese (BEL) | AB         |
| 43         | Yevgeniy Gidich (KAZ)   | AB         |
| 44         | Dmitriy Gruzdev (KAZ)   | AB         |
| 45         | Hugo Houle (CAN)        | 36e        |
| 46         | Davide Martinelli (ITA) | AB         |
| 47         | Nikita Stalnow (KAZ)    | AB         |

| Bahrain McLaren TBM | Bahrain McLaren TBM       | Bahrain McLaren TBM |
| ------------------- | ------------------------- | ------------------- |
| Num                 | Coureur                   | Pos                 |
| 51                  | Mark Cavendish (GBR)      | 74e                 |
| 52                  | Dylan Teuns (BEL)         | 10e                 |
| 53                  | Sonny Colbrelli (ITA)     | AB                  |
| 54                  | Iván García Cortina (ESP) | 51e                 |
| 55                  | Marco Haller (AUT)        | AB                  |
| 56                  | Marcel Sieberg (GER)      | AB                  |
| 57                  | Fred Wright (GBR)         | 39e                 |

| Bora-Hansgrohe BOH | Bora-Hansgrohe BOH        | Bora-Hansgrohe BOH |
| ------------------ | ------------------------- | ------------------ |
| Num                | Coureur                   | Pos                |
| 61                 | Pascal Ackermann (GER)    | AB                 |
| 62                 | Marcus Burghardt (GER)    | 31e                |
| 63                 | Jempy Drucker (LUX)       | 15e                |
| 64                 | Daniel Oss (ITA)          | AB                 |
| 65                 | Lukas Pöstlberger (AUT)   | AB                 |
| 66                 | Andreas Schillinger (GER) | 60e                |
| 67                 | Michael Schwarzmann (GER) | AB                 |

| CCC Team CCC | CCC Team CCC                   | CCC Team CCC |
| ------------ | ------------------------------ | ------------ |
| Num          | Coureur                        | Pos          |
| 71           | Matteo Trentin (ITA)           | 3e           |
| 72           | Jonas Koch (GER)               | AB           |
| 73           | Michael Schär (SUI)            | 68e          |
| 74           | Gijs Van Hoecke (BEL)          | 32e          |
| 75           | Nathan Van Hooydonck (BEL)     | 53e          |
| 76           | Guillaume Van Keirsbulck (BEL) | 81e          |
| 77           | Georg Zimmermann (GER)         | 66e          |

| Cofidis COF | Cofidis COF              | Cofidis COF |
| ----------- | ------------------------ | ----------- |
| Num         | Coureur                  | Pos         |
| 81          | Christophe Laporte (FRA) | AB          |
| 82          | Dimitri Claeys (BEL)     | AB          |
| 83          | Piet Allegaert (BEL)     | 55e         |
| 84          | Cyril Lemoine (FRA)      | 25e         |
| 85          | Damien Touzé (FRA)       | 40e         |
| 87          | Julien Vermote (BEL)     | 58e         |

| EF Pro Cycling EF1 | EF Pro Cycling EF1        | EF Pro Cycling EF1 |
| ------------------ | ------------------------- | ------------------ |
| Num                | Coureur                   | Pos                |
| 91                 | Alberto Bettiol (ITA)     | 4e                 |
| 92                 | Jens Keukeleire (BEL)     | 91e                |
| 93                 | Sebastian Langeveld (NED) | AB                 |
| 94                 | Jonas Rutsch (GER)        | AB                 |
| 95                 | Thomas Scully (NZL)       | 44e                |
| 96                 | Julius van den Berg (NED) | 94e                |
| 97                 | Sep Vanmarcke (BEL)       | 17e                |

| Groupama-FDJ GFC | Groupama-FDJ GFC            | Groupama-FDJ GFC |
| ---------------- | --------------------------- | ---------------- |
| Num              | Coureur                     | Pos              |
| 101              | Stefan Küng (SUI)           | 5e               |
| 103              | Kevin Geniets (LUX) (route) | NP               |
| 104              | Fabian Lienhard (SUI)       | AB               |
| 105              | Tobias Ludvigsson (SWE)     | NP               |
| 106              | Mickaël Delage (FRA)        | AB               |
| 107              | Jake Stewart (GBR)          | 35e              |

| Israel Start-Up Nation ISN | Israel Start-Up Nation ISN | Israel Start-Up Nation ISN |
| -------------------------- | -------------------------- | -------------------------- |
| Num                        | Coureur                    | Pos                        |
| 111                        | Nils Politt (GER)          | 52e                        |
| 112                        | Travis McCabe (USA)        | AB                         |
| 113                        | Guillaume Boivin (CAN)     | AB                         |
| 114                        | Itamar Einhorn (ISR)       | AB                         |
| 115                        | André Greipel (GER)        | AB                         |
| 116                        | Hugo Hofstetter (FRA)      | 24e                        |
| 117                        | Tom Van Asbroeck (BEL)     | 48e                        |

| Jumbo-Visma TJV | Jumbo-Visma TJV             | Jumbo-Visma TJV |
| --------------- | --------------------------- | --------------- |
| Num             | Coureur                     | Pos             |
| 121             | Wout van Aert (BEL)         | 8e              |
| 122             | Pascal Eenkhoorn (NED)      | 63e             |
| 123             | Amund Grøndahl Jansen (NOR) | 90e             |
| 124             | Taco van der Hoorn (NED)    | 54e             |
| 125             | Timo Roosen (NED)           | 59e             |
| 126             | Mike Teunissen (NED)        | 18e             |
| 127             | Maarten Wynants (BEL)       | AB              |

| Mitchelton-Scott MTS | Mitchelton-Scott MTS      | Mitchelton-Scott MTS |
| -------------------- | ------------------------- | -------------------- |
| Num                  | Coureur                   | Pos                  |
| 131                  | Jack Bauer (NZL)          | AB                   |
| 132                  | Luke Durbridge (AUS)      | AB                   |
| 133                  | Alexander Edmondson (AUS) | AB                   |
| 134                  | Kaden Groves (AUS)        | AB                   |
| 135                  | Alexander Konychev (ITA)  | 80e                  |
| 136                  | Luka Mezgec (SLO)         | 65e                  |
| 137                  | Barnabás Peák (HUN)       | AB                   |

| Movistar Team MOV | Movistar Team MOV    | Movistar Team MOV |
| ----------------- | -------------------- | ----------------- |
| Num               | Coureur              | Pos               |
| 141               | Iñigo Elosegui (ESP) | AB                |
| 142               | Juri Hollmann (GER)  | 67e               |
| 143               | Johan Jacobs (SUI)   | 16e               |
| 144               | Sebastián Mora (ESP) | AB                |
| 145               | Eduard Prades (ESP)  | 70e               |

| NTT Pro Cycling NTT | NTT Pro Cycling NTT               | NTT Pro Cycling NTT |
| ------------------- | --------------------------------- | ------------------- |
| Num                 | Coureur                           | Pos                 |
| 151                 | Edvald Boasson Hagen (NOR)        | 45e                 |
| 152                 | Samuele Battistella (ITA)         | 61e                 |
| 153                 | Michael Gogl (AUT)                | 92e                 |
| 154                 | Michael Valgren (DEN)             | 93e                 |
| 155                 | Reinardt Janse van Rensburg (RSA) | 28e                 |
| 156                 | Rasmus Tiller (NOR)               | 43e                 |
| 157                 | Max Walscheid (GER)               | 57e                 |

| Ineos Grenadiers IGD | Ineos Grenadiers IGD      | Ineos Grenadiers IGD |
| -------------------- | ------------------------- | -------------------- |
| Num                  | Coureur                   | Pos                  |
| 161                  | Michał Kwiatkowski (POL)  | AB                   |
| 162                  | Leonardo Basso (ITA)      | 79e                  |
| 163                  | Christian Knees (GER)     | AB                   |
| 164                  | Christopher Lawless (GBR) | 83e                  |
| 165                  | Ethan Hayter (GBR)        | AB                   |
| 166                  | Luke Rowe (GBR)           | 12e                  |
| 167                  | Owain Doull (GBR)         | AB                   |

| Team Sunweb SUN | Team Sunweb SUN       | Team Sunweb SUN |
| --------------- | --------------------- | --------------- |
| Num             | Coureur               | Pos             |
| 172             | Nikias Arndt (GER)    | AB              |
| 173             | Cees Bol (NED)        | 21e             |
| 174             | Alberto Dainese (ITA) | AB              |
| 175             | Nils Eekhoff (NED)    | AB              |
| 176             | Max Kanter (GER)      | AB              |
| 177             | Mark Donovan (GBR)    | AB              |

| Trek-Segafredo TFS | Trek-Segafredo TFS   | Trek-Segafredo TFS |
| ------------------ | -------------------- | ------------------ |
| Num                | Coureur              | Pos                |
| 181                | Mads Pedersen (DEN)  | 1er                |
| 182                | Alex Kirsch (LUX)    | AB                 |
| 183                | Ryan Mullen (IRL)    | AB                 |
| 184                | Kiel Reijnen (USA)   | AB                 |
| 185                | Toms Skujiņš (LAT)   | 86e                |
| 186                | Jasper Stuyven (BEL) | 38e                |
| 187                | Edward Theuns (BEL)  | 75e                |

| Total Direct Énergie TDE | Total Direct Énergie TDE | Total Direct Énergie TDE |
| ------------------------ | ------------------------ | ------------------------ |
| Num                      | Coureur                  | Pos                      |
| 191                      | Niki Terpstra (NED)      | 73e                      |
| 193                      | Mathieu Burgaudeau (FRA) | 88e                      |
| 194                      | Adrien Petit (FRA)       | AB                       |
| 195                      | Geoffrey Soupe (FRA)     | AB                       |
| 196                      | Anthony Turgis (FRA)     | 29e                      |
| 197                      | Dries Van Gestel (BEL)   | 85e                      |
| 198                      | Niccolò Bonifazio (ITA)  | AB                       |

| Alpecin-Fenix AFC | Alpecin-Fenix AFC                  | Alpecin-Fenix AFC |
| ----------------- | ---------------------------------- | ----------------- |
| Num               | Coureur                            | Pos               |
| 201               | Mathieu van der Poel (NED) (route) | 9e                |
| 202               | Senne Leysen (BEL)                 | AB                |
| 203               | Tim Merlier (BEL)                  | 27e               |
| 204               | Jonas Rickaert (BEL)               | 49e               |
| 205               | Oscar Riesebeek (NED)              | 69e               |
| 206               | Otto Vergaerde (BEL)               | 56e               |
| 207               | Gianni Vermeersch (BEL)            | 30e               |

| B&B Hotels-Vital Concept p/b KTM BVC | B&B Hotels-Vital Concept p/b KTM BVC | B&B Hotels-Vital Concept p/b KTM BVC |
| ------------------------------------ | ------------------------------------ | ------------------------------------ |
| Num                                  | Coureur                              | Pos                                  |
| 211                                  | Jens Debusschere (BEL)               | 37e                                  |
| 212                                  | Frederik Backaert (BEL)              | AB                                   |
| 213                                  | Bert De Backer (BEL)                 | 84e                                  |
| 214                                  | Jérémy Lecroq (FRA)                  | AB                                   |
| 215                                  | Julien Morice (FRA)                  | 87e                                  |
| 216                                  | Luca Mozzato (ITA)                   | AB                                   |
| 217                                  | Jonas Van Genechten (BEL)            | AB                                   |

| Bingoal-Wallonie Bruxelles WVA | Bingoal-Wallonie Bruxelles WVA | Bingoal-Wallonie Bruxelles WVA |
| ------------------------------ | ------------------------------ | ------------------------------ |
| Num                            | Coureur                        | Pos                            |
| 221                            | Lionel Taminiaux (BEL)         | AB                             |
| 222                            | Sean De Bie (BEL)              | AB                             |
| 223                            | Jonas Castrique (BEL)          | AB                             |
| 224                            | Kenny Molly (BEL)              | 82e                            |
| 225                            | Aksel Nõmmela (EST)            | 77e                            |
| 226                            | Ludovic Robeet (BEL)           | AB                             |
| 227                            | Tom Wirtgen (LUX)              | AB                             |

| Circus-Wanty Gobert CWG | Circus-Wanty Gobert CWG    | Circus-Wanty Gobert CWG |
| ----------------------- | -------------------------- | ----------------------- |
| Num                     | Coureur                    | Pos                     |
| 231                     | Ludwig De Winter (BEL)     | AB                      |
| 232                     | Xandro Meurisse (BEL)      | 78e                     |
| 233                     | Timothy Dupont (BEL)       | AB                      |
| 234                     | Andrea Pasqualon (ITA)     | 20e                     |
| 235                     | Boy van Poppel (NED)       | AB                      |
| 236                     | Danny van Poppel (NED)     | AB                      |
| 237                     | Pieter Vanspeybrouck (BEL) | AB                      |

| Sport Vlaanderen-Baloise SVB | Sport Vlaanderen-Baloise SVB | Sport Vlaanderen-Baloise SVB |
| ---------------------------- | ---------------------------- | ---------------------------- |
| Num                          | Coureur                      | Pos                          |
| 241                          | Cédric Beullens (BEL)        | AB                           |
| 242                          | Amaury Capiot (BEL)          | 23e                          |
| 243                          | Gilles De Wilde (BEL)        | AB                           |
| 244                          | Thomas Sprengers (BEL)       | 76e                          |
| 245                          | Kenneth Van Rooy (BEL)       | AB                           |
| 246                          | Aaron Van Poucke (BEL)       | 62e                          |
| 247                          | Sasha Weemaes (BEL)          | AB                           |